# Окјепо Инфериоре
Окјепо Инфериоре (итал. Occhieppo Inferiore) је насеље у Италији у округу Бијела, региону Пијемонт.
Према процени из 2011. у насељу је живело 3893 становника. Насеље се налази на надморској висини од 384 м.

## Становништво
Према резултатима пописа становништва 2011. у општини је живело 3.980 становника.
| 1931. | 1936. | 1951. | 1961. | 1971. | 1981. | 1991. | 2001. | 2011. |
| ----- | ----- | ----- | ----- | ----- | ----- | ----- | ----- | ----- |
| 2.934 | 3.057 | 3.215 | 3.740 | 4.165 | 3.971 | 4.194 | 3.947 | 3.980 |